# Fort Austria
Fort Austria was een fort dat in 1590 in de Spaanse Nederlanden door de Spaanse Habsburgers werd opgericht om bescherming te bieden tegen invallen van de Staatsen die zich van het Spaanse Rijk hadden afgescheurd. Het fort was mogelijk gelegen ten noorden van Kapellebrug, daar waar de Kapelstraat uitkomt op de Gentsevaart.
Andere auteurs situeren het in de Sint Jansteenpolder, aan de Oude Drydijck.
Het fort is in het huidige landschap niet meer terug te vinden.